# Quiculungo
Quiculungo è un municipio dell'Angola appartenente alla provincia di Cuanza Nord. Ha 30.152 abitanti (stima del 2006) ed una superficie di 475 km².